# Macka B
Macka B (nom artístic de Christopher MacFarlane) és un artista de reggae britànic, intèrpret i activista amb una carrera de gairebé 30 anys en el Regne Unit i Jamaica. Segons AllMusic.com "Macka B és un dels músics de dancehall més influents de la Gran Bretanya".
Com en molts altres rastafaris, la música de Macka B conté el missatge polític i espiritual de la religió, sovint amb un toc d'humor i de llum. En els seus treballs amb Mad Professor, va combinar dancehall, dub i diferents estils de reggae, encara que ha evitat un estil més comercial. El seu nom prové dels macabeus.

## Actuacions aCatalunya
Tot i que no fa gaires actuacions a Catalunya ha actuat a:
- 2005: Sala Deja'Vu a Barcelona[1]
- 2009: La Granja Fristail de El Morell[2]

## Discografia
- Sign of the Times - Ariwa, 1986
- We've Had Enough - Ariwa, 1987
- Looks Are Deceiving - RAS, 1988
- Natural Suntan - Ariwa, 1990
- Peace Cup - Ariwa, 1991
- Roots Ragga (live) - Fotofon/Ar, 1992
- Jamaica, No Problem - RAS, 1992
- Roots Ragga (live) - Ariwa, 1993
- Here Comes Trouble - Ariwa, 1994
- Discrimination - Ariwa, 1995
- Hold on to Your Culture - Ariwa, 1995
- Suspicious - Ariwa, 1998
- Roots & Culture - Ariwa, 1999
- Global Messenger - Ariwa, 2000
- Roots Ragga, Vol. 2 - Ariwa, 2002
- By Royal Command - Jet Star, 2003
- Word, Sound & Power - Charm, 2004
- Who Likes Macka B Music? - Pony Canyon, 2005
- Live Tour 2007
- More Knowledge - Humal Records, 2008